# Luis Artemio Flores Calzada
Luis Artemio Flores Calzada (* 28. April 1949 in San Antonio Tultitlán) ist Bischof von Tepic. 

## Leben
Luis Artemio Flores Calzada empfing am 17. Oktober 1974 die Priesterweihe für das Bistum Texcoco.
Papst Johannes Paul II. ernannte ihn am 8. Juli 2003 zum ersten Bischof des mit gleichem Datum errichteten Bistums Valle de Chalco. Die Bischofsweihe spendete ihm der Bischof von Texcoco, Carlos Aguiar Retes, am 8. September desselben Jahres; Mitkonsekratoren waren Giuseppe Bertello, Apostolischer Nuntius in Mexiko, und Carlos Garfias Merlos, Bischof von Nezahualcóyotl.
Papst Benedikt XVI. ernannte ihn am 30. März 2012 zum Bischof von Tepic.